# Otreis
Otreis, segons la mitologia grega, és una nimfa que tingué un fill amb Zeus, déu suprem, al qual anomenaren Meliteu. Otreis abandonà a Meliteu, ja que temia la còlera, deguda a la gelosia que tenia Hera (l'esposa de Zeus) contra les amants del seu marit. Meliteu va ser criat al bosc on la seva mare l'havia abandonat, per un eixam d'abelles, ja que Zeus es va preocupar per aquest fill seu.